# Танець батька і доньки

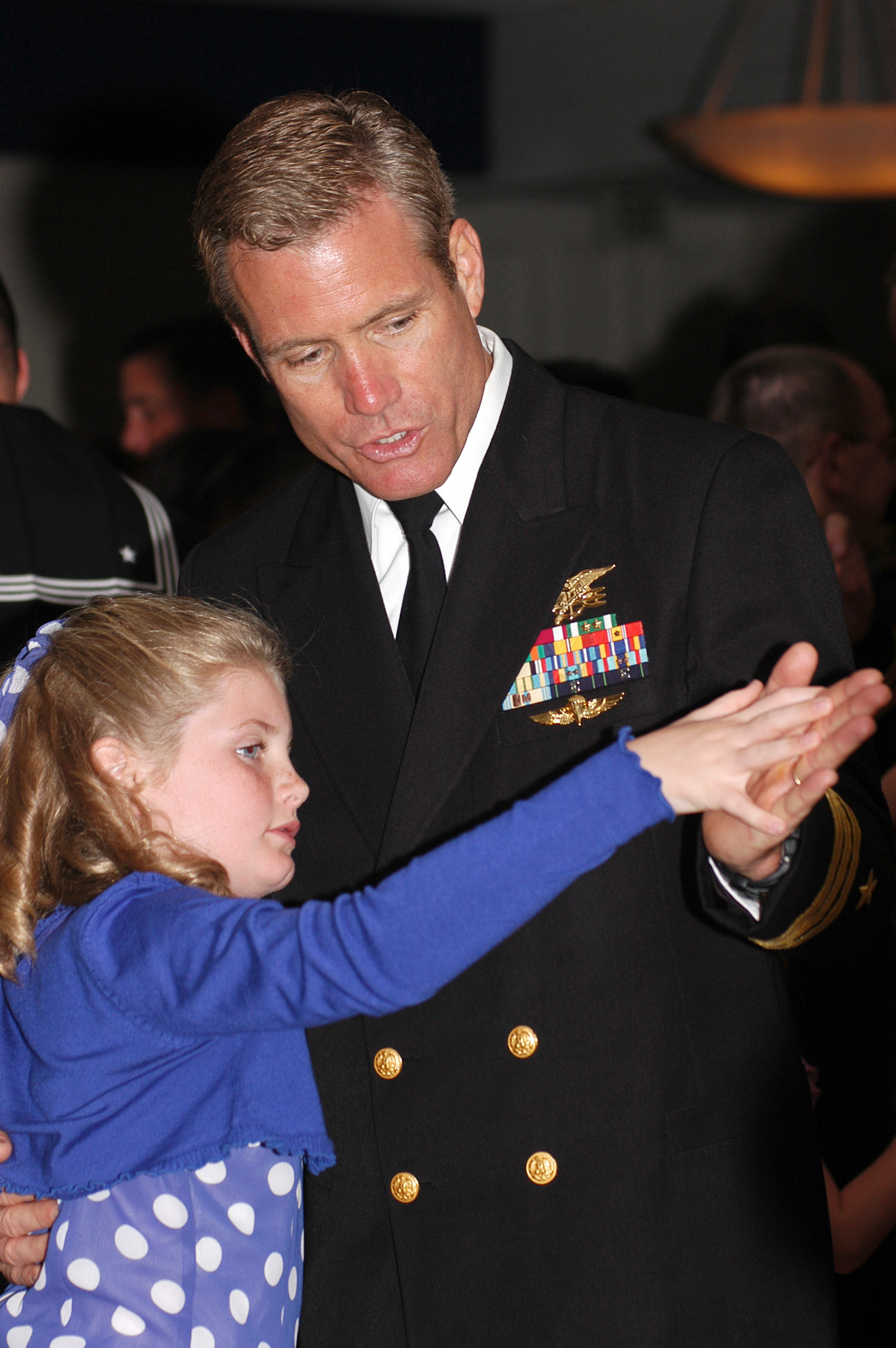
Батько з донькою

Танець батька і доньки — це танець дочки і її батька. Танці батька і дочки поширені на західних весіллях, хоча проводиться не на всіх весільних церемоніях. У ситуаціях, коли батько дочки відсутній, його може бути замінити чоловік старшого покоління, наприклад, дядько або батько близького друга. Танці батька і доньки дуже поширені на балах.
У багатьох початкових школах батько може танцювати з дочкою, особливо в День святого Валентина. Хоча ці заходи призначені для дівчаток та їхніх батьків, деякі школи дозволяють відвідувати їх іншим людям, таким, як двоюрідні брати й сестри, близькі друзі дівчаток.
Існують також традиція танцю матері й сина, хоча вона не так поширена, як танець батька і дочки.